# Charlotte Garrigue Masaryk
Charlotte Garrigue Masaryk (Brooklyn, Nueva York, EE. UU. 20 de noviembre de 1850–Lány, Checoslovaquia, 13 de mayo de 1923) fue una intelectual, pianista y activista por los derechos de las mujeres. Fue la primera primera dama de Checoslovaquia, por ser la esposa del primer presidente checoslovaco Tomáš Garrigue Masaryk.
Fue la impulsora de la igualdad de género en la primera Constitución de Checoslovaquia.

## Vida

### Padres e infancia
Nació en Brooklyn en 1850 y fue la tercera de once hijos. Su padre Rudolph Pierre Garrigue fue un comerciante americano rico, copropietario de la compañía de seguros Germania. Él provenía de una familia francesa hugenote que se exilió a Dinamarca durante el periodo de la persecución de los hugenote, donde nació. Su madre, Charlotte Lydis, nacida Whiting, provenía de una familia de Chicago, cuyos miembros se sintieron muy orgullos a sus ancestros que llegaron a América entre los primeros inmigrantes en el barco Mayflower. La familia también vivió en Bronx.

### Leipzin, Bronx, Viena
Le interesaba el arte, especialmente la música. A los 17 años fue a estudiar piano a Leipzig. Vivió en la familia Göring. Quería llegar a ser pianista profesional, pero tres años de práctica le dañaron la mano. Como resultado no pudo continuar con los estudios y tuvo que regresar a los Estados Unidos. En los EE. UU. estudiaba Matemáticas y enseñaba piano. Pero no perdió el contacto con la familia Göring y a veces volvía a Leipzig. Durante una de sus visitas conoció en 1876 a Tomáš Masaryk que vivió con la familia después de completar su doctorado en la Universidad de Viena. Tenían en común el interés en filosofía, en teatro y compartían la opinión sobre la igualdad entre mujeres y hombres. Masaryk le pidió la mano mediante una carta en 1877. El 15 de marzo de 1878 se casaron en Nueva York y Masaryk añadió su apellido a su nombre, convirtiéndose en Tomáš Garrigue Masaryk. Fueron juntos a Viena, donde Charlotte empezó a aprender el checo. No tenían mucho dinero y Masaryk enseñaba en colegios.
En 1879 nació su primera hija, Alice, y un año después su hijo Herbert.

### Praga
En 1881 se mudaron a Praga, donde Masaryk obtuvo un puesto de profesor en la actual Universidad Carolina. En 1886 nació s tercer hijo, Jan. En 1890 nació Eleanor que murió a los cuatro meses. En 1891 nació Olga y en 1892 Hana, que murió poco después de nacer.
Charlotte participó en el movimiento femenino, primero en el Club Americano de Señoras (el primer club de mujeres de Checoslovaquia fundado por el etnógrafo Vojtěch Náprstek) y después en la parte femenina de Sokol. Apoyaba el desarrollo de la educación de mujeres. Se preocupaba por las condiciones de vida de las familias obreras y en 1905 entró en el Partido Socialdemócrata Checo, pero junto con Masaryk rechazó la teoría marxista. Escribía en un periódico americano sobre su nueva patria y participaba en la vida cultural y musical. Propagaba la música de Bedřich Smetana y publicó artículos para su apoyo. Ayudó a su marido durante el caso Hilsner, cuando él aun consideraba exiliarse a América, y le persuadió para que se quedara y defendiera la verdad. Masaryk defendió a Leopold Hilsner, un judío que fue injustamente acusado de un asesinato ritual de una chica cristiana joven. El asesinato causó una ola de antisemitismo. Masaryk tuvo que enfrentarse a mucha aversión y agresión en la Universidad, en el periódico; pero al final él y el abogado de Hilsner lograron limpiar su nombre.

### Primera Guerra Mundial
Después del comienzo de la Primera Guerra Mundial, el 18 de diciembre de 1914, Masaryk y su hija Olga salieron al exilio y Masaryk fue condenado a muerte por alta traición. Charlotte Garrigue Masaryk se quedó sola en una Praga austro-húngara y pronto se convirtió en víctima de opresión política y vigilancia policíaca. Su hija Alice fue encarcelada en Viena durante ocho meses en mayo de 1915 (su madre no, debido a su enfermedad). Su hijo Jan entró en el ejército y Herbert murió en 1915 del tifus con que se infectó cuando ayudaba en el campo de refugiados en Halič. Al final de la guerra, Ella padecía de insuficiencia de corazón y de depresión. Fue hospitalizada en un sanatorio en Veleslavín.

### Checoslovaquia
Después de la creación de Checoslovaquia el 28 de octubre de 1918, la familia Masaryk se convirtió en una familia honrada en la sociedad. Se mudaron al Castillo de Praga y al palacio de Lány. Fue mérito de Charlotte que se implementara la igualdad de género en la primera Constitución de Checoslovaquia. Su hija Alice aceptó el cargo representativo de primera dama cuando la señora Masaryk ya estaba demasiado enferma. Murió el 13 de mayo de 1923 en el palacio de Lány.